# Robson de Oliveira Agondi
Robson de Oliveira Agondi (Santos, 29 de janeiro de 1971) é um ex-futebolista brasileiro que atuava como goleiro, e que fez fama atuando no futebol paraense.
Era primo da nadadora Renata Agondi.

## Carreira

### Jogador
Deu os seus primeiros passos no futebol no G.R.Venezuela, um time formado no BNH. Foi revelado nas categorias de base do Santos com 15 anos, em 1986. Ele foi descoberto pelo ex-treinador Edjard Roberto Ferreira, o Ararinha, técnico da equipe infantil da Vila Belmiro. Robson assinou com o alvinegro praiano em 1986 e por lá permaneceu até 1997. Foi titular do Peixe na conquista da Copa Dener, em 1994. Em 1995, foi emprestado para o Remo para a disputa da Série B, mas voltou na reta final do Brasileirão, quando fez parte do elenco que conquistou o vice-campeonato brasileiro.
Em 1996, ele foi emprestado novamente ao Remo, clube pelo qual conquistou o bi-campeonato estadual do Pará (1996 e 1997).
Em 1998, reincidiu o contrato com o Santos e acertou a transferência para o arquirrival Paysandu e conquistou o Campeonato Paraense pela terceira vez consecutiva.
Tal feito despertou o interesse do Flamengo, onde fez parte do elenco que conquistou o Campeonato Estadual e a Copa Mercosul, em 1999 como reserva de Clemer. Neste torneio, ele jogou no histórico 7x0 que o Fla meteu no Universidad do Chile. No total, atuou em 7 partidas pelo clube.
De volta ao Paysandu no ano seguinte, foi novamente campeão paraense, em 2000, e da Copa dos Campeões e Copa Norte, em 2002.
Depois do Paysandu, Robson ainda jogou por Botafogo-SP, Londrina, Paraguaçuense, Pelotas, São Vicente-SP, América-RN, Jabaquara, Portuguesa Santista, e o Itumbiara, em 2007, clube pelo qual se aposentou.

### Treinador
Se formou em Educação Física, em Santos, e desde então trabalha como preparador de goleiros.  Por meio de um convite do técnico Nenê Belarmino, ele começou na carreira como preparador de goleiros no Cascavel-PR. Depois, ele passou por Monte Azul, Rio Branco de Andradas, Desportivo Brasil, Oeste, e Portuguesa Santista, no qual permaneceu por anos, onde participou da conquista da promoção da Briosa para a Série A-3 do Campeonato Paulista, em 2016.
No fim de 2017, ele foi trabalhar Zhejiang Yiteng FC, equipe da segunda divisão chinesa, depois de um convite de Mauricio Copertino. Ficou 9 meses na China.
Em dezembro de 2022, chegou ao Brusque como auxiliar técnico.

## Estatísticas

### Jogos pelo Flamengo
| #  | Partida                           | Data       | Competição                  |
| -- | --------------------------------- | ---------- | --------------------------- |
| 01 | Flamengo 2x1 Goytacaz             | 04/03/1999 | Amistoso                    |
| 02 | Flamengo 3x2 Friburguense         | 19/05/1999 | Taça Rio/Campeonato Carioca |
| 03 | Flamengo 0x2 Fluminense           | 23/05/1999 | Taça Rio/Campeonato Carioca |
| 04 | Flamengo 5x0 Madureira            | 30/05/1999 | Taça Rio/Campeonato Carioca |
| 05 | Flamengo 1x0 São Paulo            | 15/09/1999 | Campeonato Brasileiro       |
| 06 | Flamengo 7x0 Universidad de Chile | 07/10/1999 | Copa Mercosul               |
| 07 | Flamengo 1x2 Botafogo             | 10/10/1999 | Campeonato Brasileiro       |

## Títulos
Remo-PA
- Campeonato Estadual: 1996 e 1997

Paysandu
- Campeonato Estadual: 1998 e 2000
- Copa dos Campeões: 2002
- Copa Norte de Futebol: 2002

Flamengo
- Campeonato Carioca: 1999
- Taça Guanabara: 1999
- Copa Mercosul: 1999